# Occupy Pedophilia
Occupy Pedophilia (în rusă Оккупай-педофиляй – transliterat „Okkupai-pedofileai”) a fost o mișcare care s-a desfășurat în Rusia, în special la începutul anilor 2010. Mișcarea s-a făcut remarcată prin tactici controversate menite să combată pedofilia. Grupul pretindea că identifică și expune presupuși pedofili folosind rețelele de socializare și platformele online pentru a-i atrage la întâlniri, unde erau confruntați, uneori violent, iar întâlnirile lor erau filmate și distribuite online. Mișcarea se caracteriza prin abordarea sa de tip vigilante, care implica membrii care se deghizau ca minori online pentru a atrage persoanele suspectate de pedofilie. Odată ce era stabilit un contact, aceștia aranjau întâlniri, unde avea loc confruntarea. În timp ce unii susținători ai mișcării o considerau o formă de activism civic menită să protejeze copiii, alții o criticau pentru promovarea violenței, vigilantismului⁠(d) și potențialul de a provoca prejudicii persoanelor care nu ar fi fost implicate în comportamente criminale. Autoritățile ruse au intervenit în cele din urmă împotriva mișcării, invocând preocupări legate de metodele sale și legalitatea acțiunilor sale. Unii lideri și participanți au fost arestați și au fost acuzați de agresiune, răpire și alte infracțiuni.